# TAEYEON, Butterfly Kiss
《TAEYEON, Butterfly Kiss》는 대한민국의 음악 그룹 소녀시대의 멤버 태연의 첫 번째 콘서트 투어이다.

## 개요
2016년 3월 26일, SM 엔터테인먼트는 태연의 첫 번째 단독 콘서트의 일정을 공개한 바 있으나 콘서트의 완성도를 높이기 위해 본래 4월 23일, 24일로 예정되어 있던 공연 일정을 하반기로 연기하였다. 이후 같은 해 5월 24일, 서울, 부산 공연의 일정과 예매 일정을 공개함으로써 콘서트를 공식화하였으며 예매는 YES24를 통해 6월 1일에 진행되었다.

## 투어 일정
| 날짜            | 도시 | 국가     | 장소                  | 관객 동원    |
| --------------- | ---- | -------- | --------------------- | ------------ |
| 2016년 7월 9일  | 서울 | 대한민국 | 올림픽 공원 올림픽 홀 | 통산 6,000명 |
| 2016년 7월 10일 | 서울 | 대한민국 | 올림픽 공원 올림픽 홀 | 통산 6,000명 |
| 2016년 8월 6일  | 부산 | 대한민국 | 부산 KBS 홀           | 통산 6,000명 |
| 2016년 8월 7일  | 부산 | 대한민국 | 부산 KBS 홀           | 통산 6,000명 |

## 세트 리스트
- Opening VCR (Butterfly Kiss) -
- Up & Down
- Good Thing
- Fashion
- Night

- Intro : Talk Talk -
- Rain_Jazz Ver.
- 쌍둥이자리 (Gemini)

- Ment -
- 먼저 말해줘 (Farewell)

- VCR Music Video #1 (기억을 걷는 시간) -
- 만약에
- 들리나요
- 사랑해요 (I Love You)

- Ment -
- 제주도의 푸른 밤
- 아틀란티스 소녀 (Atlantis Princess)

- VCR Music Video #2 (Uptown Funk) -
- Why_Concert Ver.
- Hands On Me
- Starlight

- Ment -

※ Guest Stage ※

- VCR #4 (Secret) -
- 비밀 (Secret)

- Ment -
- Pray
- I

- Encore -
- Twinkle
- 스트레스 (Stress)
- Gee

- VCR #5 -
- U R

- Opening VCR (Butterfly Kiss) -
- Up & Down
- Good Thing
- Fashion
- Night

- Intro : Talk Talk -
- Rain_Jazz Ver.
- 쌍둥이자리 (Gemini)

- Ment -
- 먼저 말해줘 (Farewell)

- VCR Music Video #1 (기억을 걷는 시간) -
- 만약에
- 들리나요
- 사랑해요 (I Love You)

- Ment -
- 기억을 걷는 시간[8]
- 제주도의 푸른 밤
- 아틀란티스 소녀 (Atlantis Princess)

- VCR Music Video #2 (Uptown Funk) -
- Why_Concert Ver.
- Hands On Me
- 스트레스 (Stress)

- VCR #4 (Secret) -
- 비밀 (Secret)

- Ment -
- Pray
- I

- Encore -
- Twinkle
- PARTY
- Gee

- VCR #5 -
- U R

## 요일별 게스트
| 일정            | 게스트 |
| --------------- | ------ |
| 2016년 7월 9일  | 딘     |
| 2016년 7월 10일 | 딘     |

## 제작
- 주최 : SM엔터테인먼트
- 주관 : 드림메이커
- 후원 : YES24